# Invasion 1897
Invasion 1897 è un film del 2014 diretto da Lancelot Oduwa Imasuen.
Il film è una produzione del Nollywood basato su una storia, realmente accaduta da un fatto giudiziario e dai fatti della spedizione punitiva del Benin del 1897.